# Steve Gadd
Stephen Victor Gadd (ur. 9 kwietnia 1945 w Rochester) – amerykański muzyk sesyjny–perkusista i kompozytor. Gadd współpracował z takimi wykonawcami jak Paul McCartney, Paul Simon, Steely Dan, Al Jarreau, Joe Cocker, Stuff, Bob James, Chick Corea, Eric Clapton, James Taylor, Jim Croce, Eddie Gomez, The Manhattan Transfer, Michał Urbaniak, Steps Ahead, Al Di Meola, Manhattan Jazz Quintet oraz Richard Tee. Od 2005 wykładowca w Berklee College of Music w Bostonie.
Od 2007 roku występuje jako Steve Gadd and Friends w następującym składzie:
- Steve Gadd (perkusja)
- Joey DeFrancesco (organy Hammonda)
- Ronnie Cuber (saksofon barytonowy)
- Paul Bollenback (gitara).

W 2011 roku utworzył zespół The Gaddabouts, w składzie którego występują:
- Steve Gadd (perkusja)
- Pino Palladino (gitara basowa, gitara)
- Andy Fairweather Low (gitara, śpiew)
- Edie Brickell (śpiew, gitara).

## Wybrana dyskografia
| - Bob James - Touchdown (1978) - Chick Corea - Friends (1978) - Weather Report - Mr Gone (1978) - Michel Jonasz - Michel Jonasz au Zénith (1993) - Art Garfunkel - Songs From A Parent To A Child (1997) |  | - Sunlightsquare - Urban Sessions (2006) - Art Garfunkel - Some Enchanted Evening (2007) - Steve Gadd and Friends - Live at Voce (2010) - The Gaddabouts - The Gaddabouts (2011) - The Gaddabouts - Look Out Now! (2012) |

## Publikacje
- Steve Gadd, Steve Gadd: Up Close, 1994, Alfred Music, ISBN 978-0-7692-6060-0
- Steve Gadd, Live at PAS: With Special Guests Alex Acuña and Luis Conte, 1996, Alfred Music, ISBN 978-0-7692-9842-9
- Steve Gadd, Steve Gadd: In Session, 2003, Alfred Music, ISBN 978-0-7579-9970-3
- Steve Gadd, Steve Gadd Hudson Muisc Master Series, 2008, Hudson Muisc, ISBN 978-1-4234-3795-6
- Steve Gadd, Krzysztof Filipski, Mel Bay presents Steve Gadd Drumming Transcriptions, 2009, Mel Bay Publications, ISBN 978-0-7866-8207-2